# Cyril Lomax
Cyril Ernest Napier Lomax, britanski general, * 1893, † 1973.